# 戈弗雷 (伊利諾伊州)
戈弗雷（英語：Godfrey）是位於美國伊利諾伊州麥迪遜縣的一個村落。

## 地理
戈弗雷的座標為38°56′53″N 90°12′10″W / 38.94806°N 90.20278°W，而該地最高點為海拔高度176米（即577英尺）。

## 人口
根據2010年美國人口普查的數據，戈弗雷的面積為95.38平方千米，當中陸地面積為90.27平方千米，而水域面積為5.11平方千米。當地共有人口12934人，而人口密度為每平方千米135人。